# Polystalactica velutina
Polystalactica velutina är en skalbaggsart som beskrevs av Moser 1910. Polystalactica velutina ingår i släktet Polystalactica och familjen Cetoniidae. Inga underarter finns listade i Catalogue of Life.